# Anthelia juratzkana
Anthelia juratzkana là một loài rêu tản trong họ Antheliaceae. Loài này được (Limpr.) Trevis. miêu tả khoa học lần đầu tiên năm 1877.

## Hình ảnh

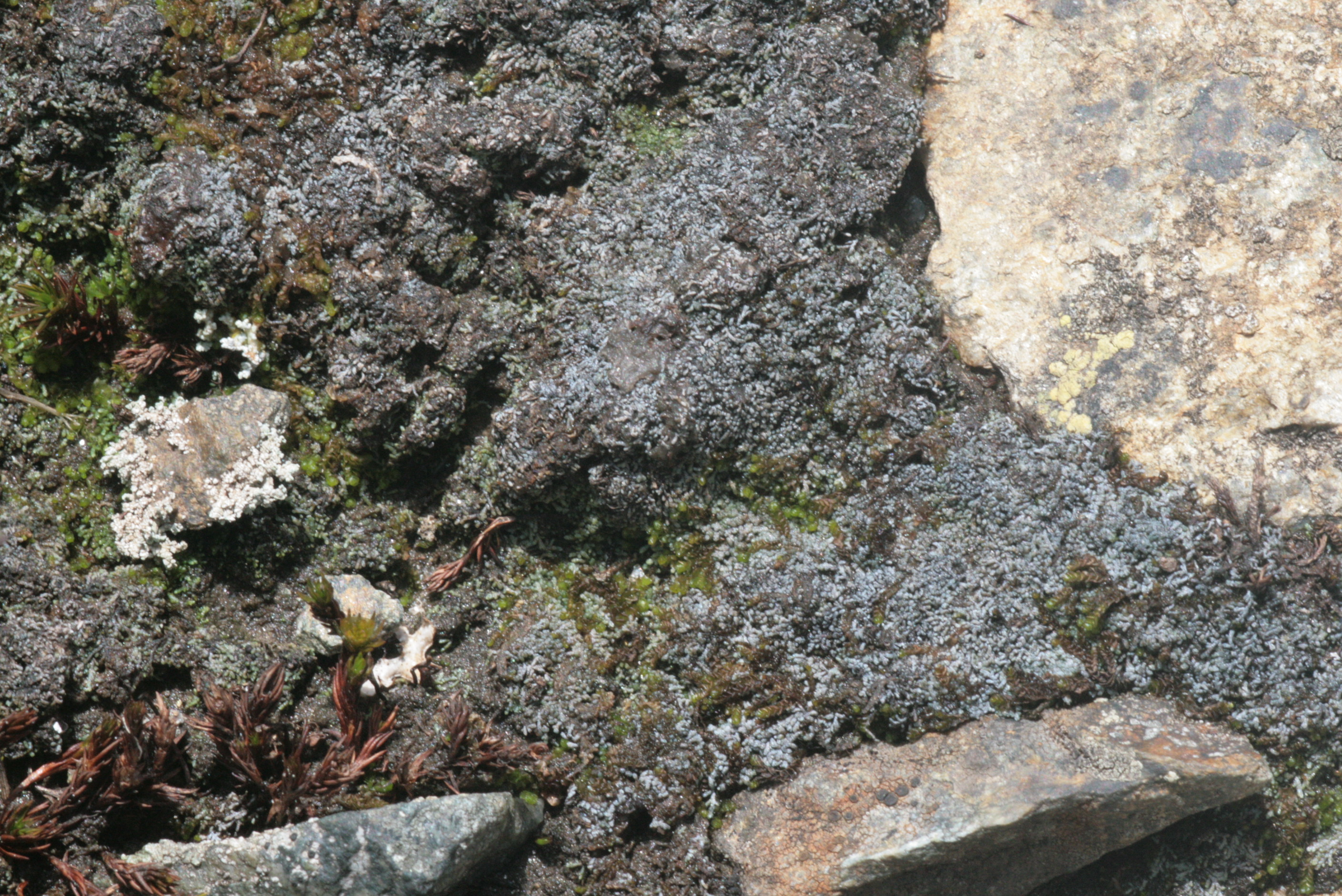
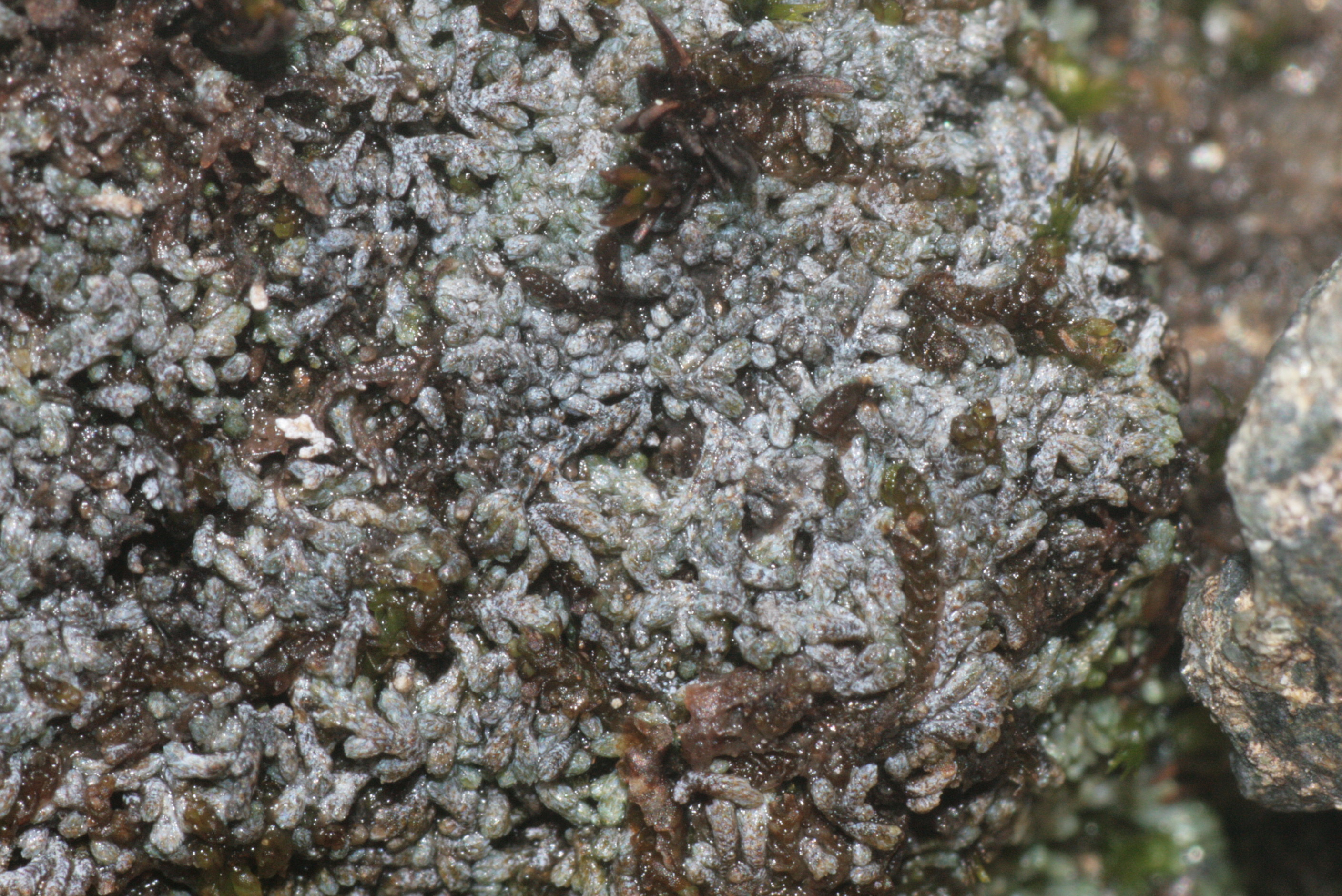
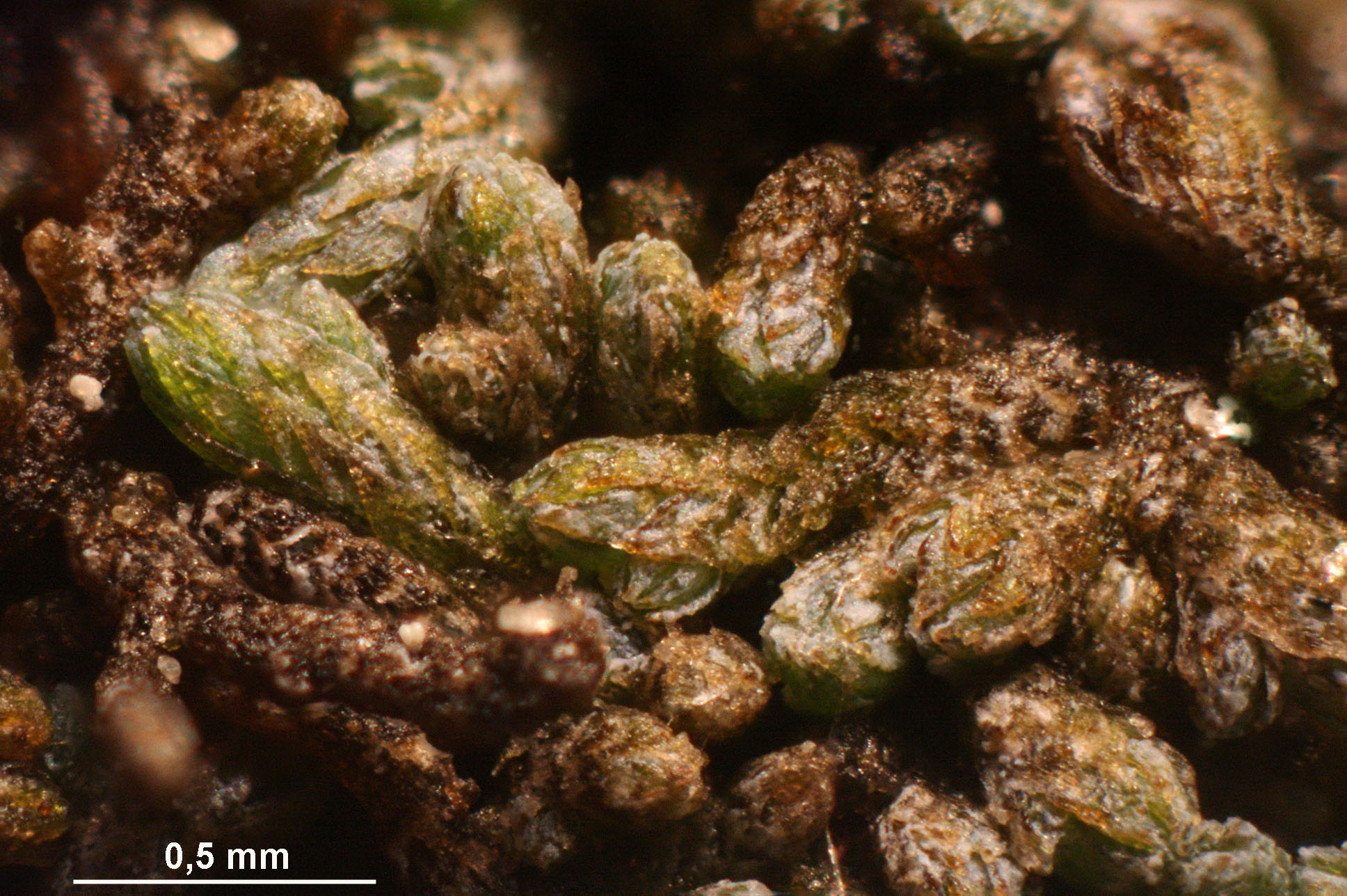
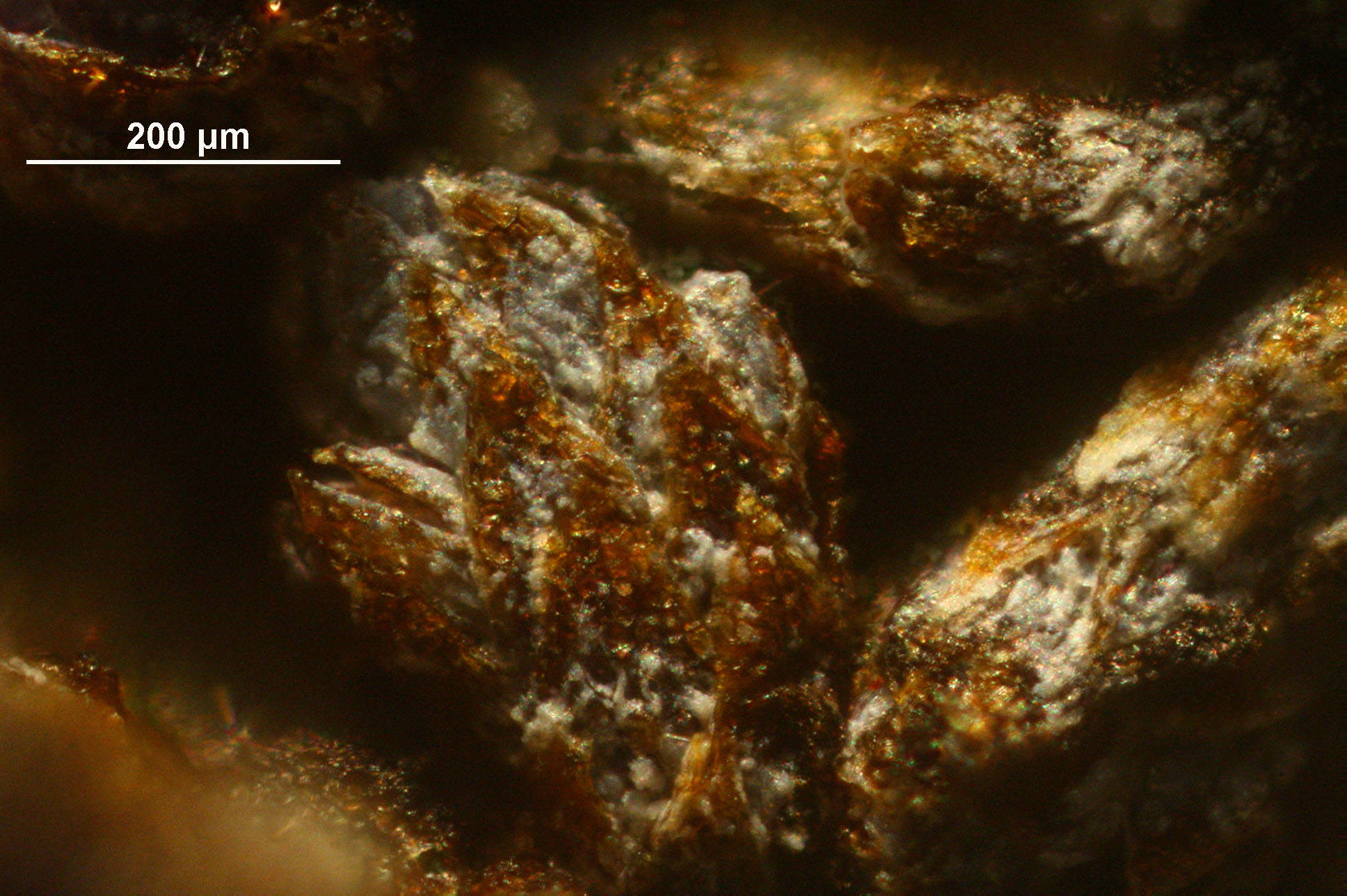